# 국가석유위원회
국가석유위원회(Conselho Nacional do Petróleo, CNP)는 1938년에 창설된 브라질의 정부 기관이다. 이 기관은 석유 산업 활동을 감독∙규제∙실행하기 위해 설립되었다(de Oliveira, 2012). 이 업무는 기존에 있던 SFPM(de Oliveira에 따르면 Service for Promotion of Mineral Production의 약자이다)에서 수행하고 있었다. SFPM은 광물을 찾고 생산하는 사업을 장려하기 위해 탄생한 기관이었으나 실패하였다. 국가석유위원회의 초대 대표로는 Horta Barbosa 장군이 임명되었으며, 첫 임무는 바이아(Bahia) 주에 있는 석유를 찾는 것이었다.